# Уилсон, Моника
Моника Уилсон (англ. Monica Wilson, 3 января 1908, Lovedale — 26 октября 1982, Хогсбэк, Восточно-Капская провинция) — южноафриканский антрополог, профессор социальной антропологии Кейптаунского университета.

## Биография
Моника Хантер родилась в семье миссионеров в Лавдейле в Капской колонии и с детства говорила на языке коса. Она изучала историю в Гёртон-колледже в Кембридже, прежде чем в 1934 году получила в Кембридже докторскую степень по антропологии. Её диссертация, полевые исследования которой проводились среди народа Пондо в Восточной Капской провинции с 1931 по 1933 год, была представлена в монографии «Реакция на завоевание».
Моника вышла замуж за Годфри Уилсона в 1935 году; пара провела полевые исследования с народом ньякюса в Танзании в период с 1935 по 1938 год. Их полевые исследования спонсировались Международным африканским институтом. Годфри Уилсон умер в 1944 году. Моника преподавала в Университетском колледже Форт-Хэйр с 1944 по 1946 год и в Университете Родса с 1947 по 1951 год. Она была профессором социальной антропологии в Кейптаунском университете с 1952 года до выхода на пенсию в 1973 году.
Она умерла в Хогсбэке, Капская провинция, в своём доме, который сейчас является исследовательским центром Университета Форт-Хэйр.

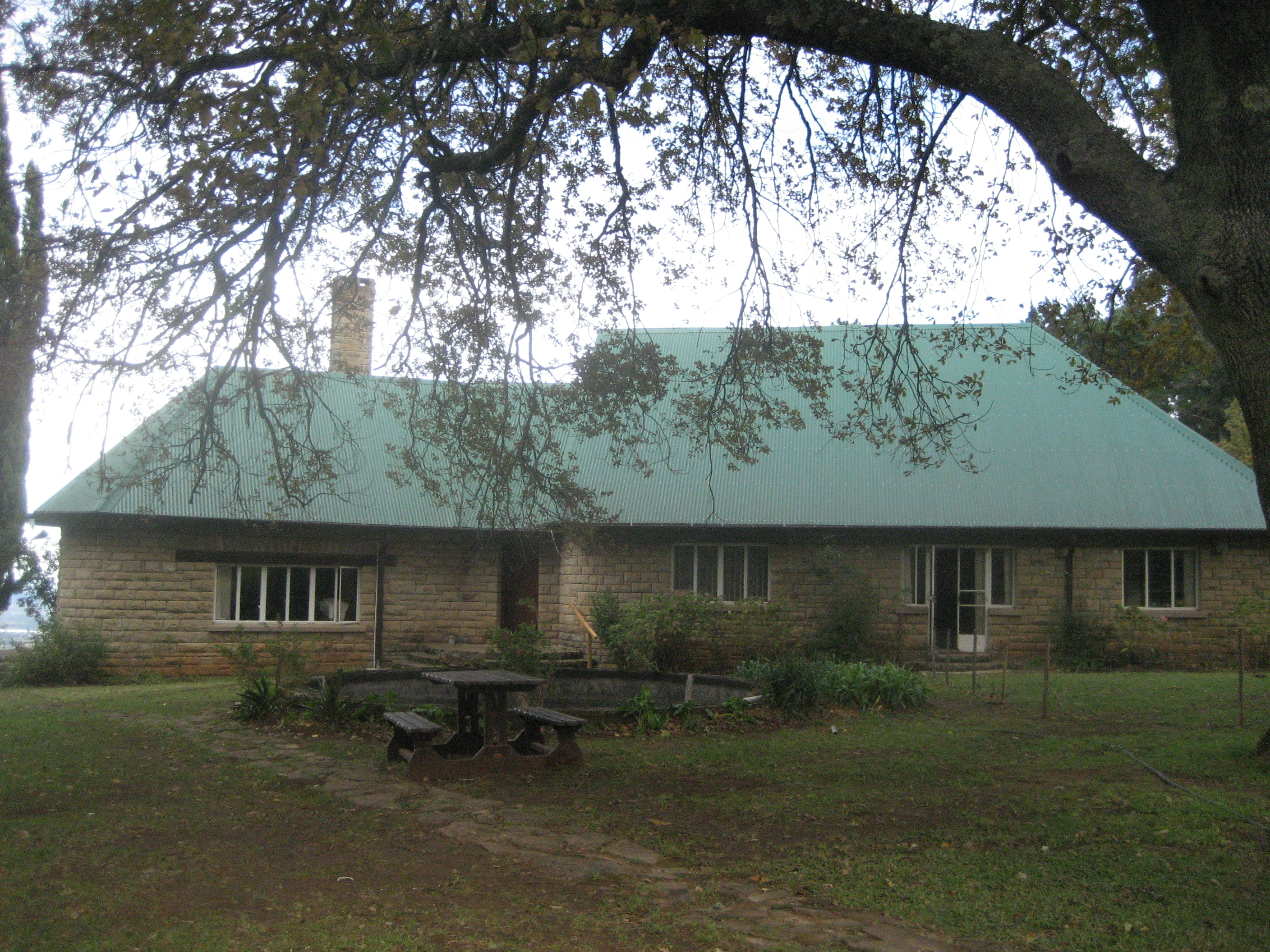
Дом Моники Уилсон в Хогсбэке
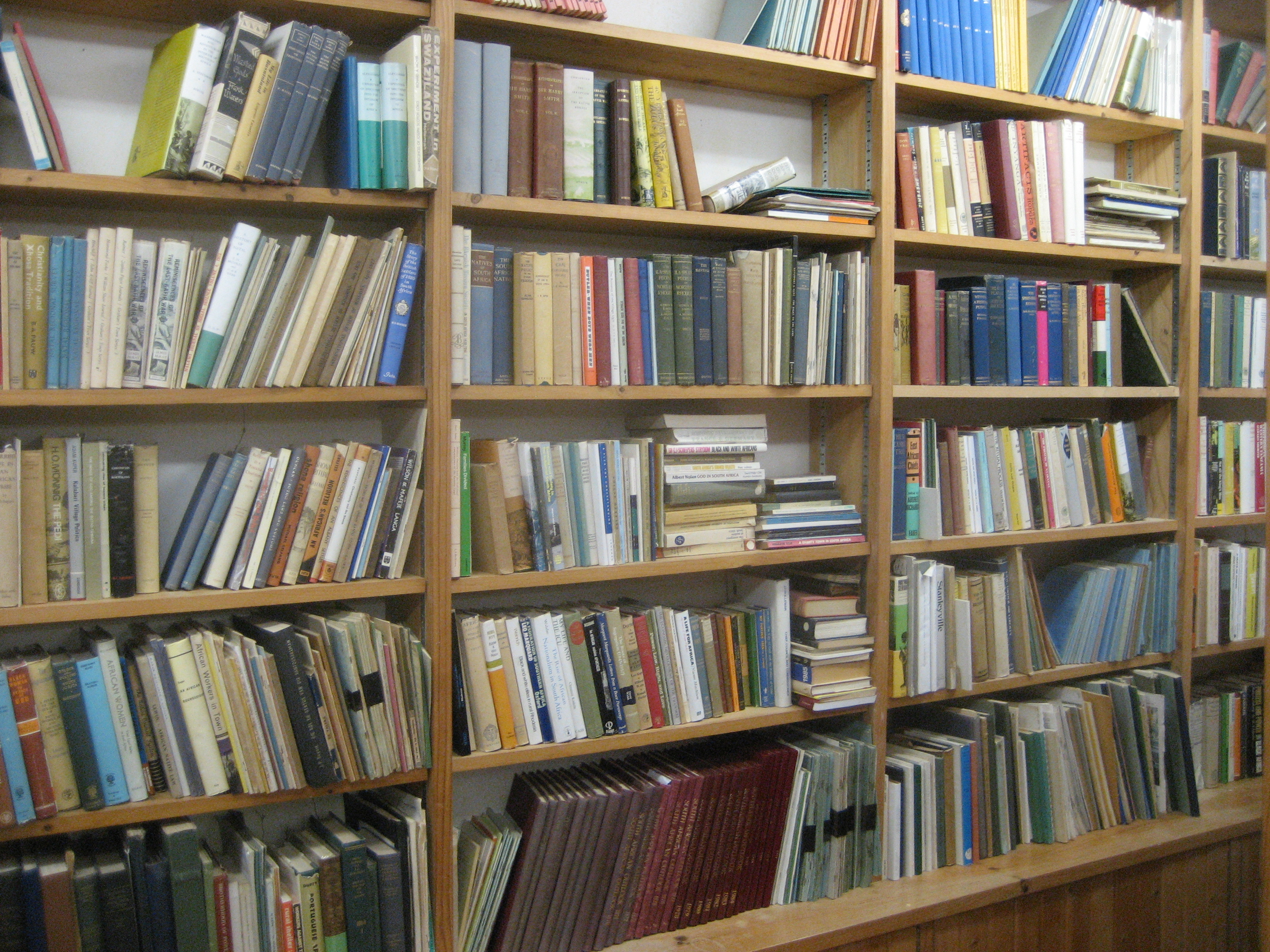
Библиотека
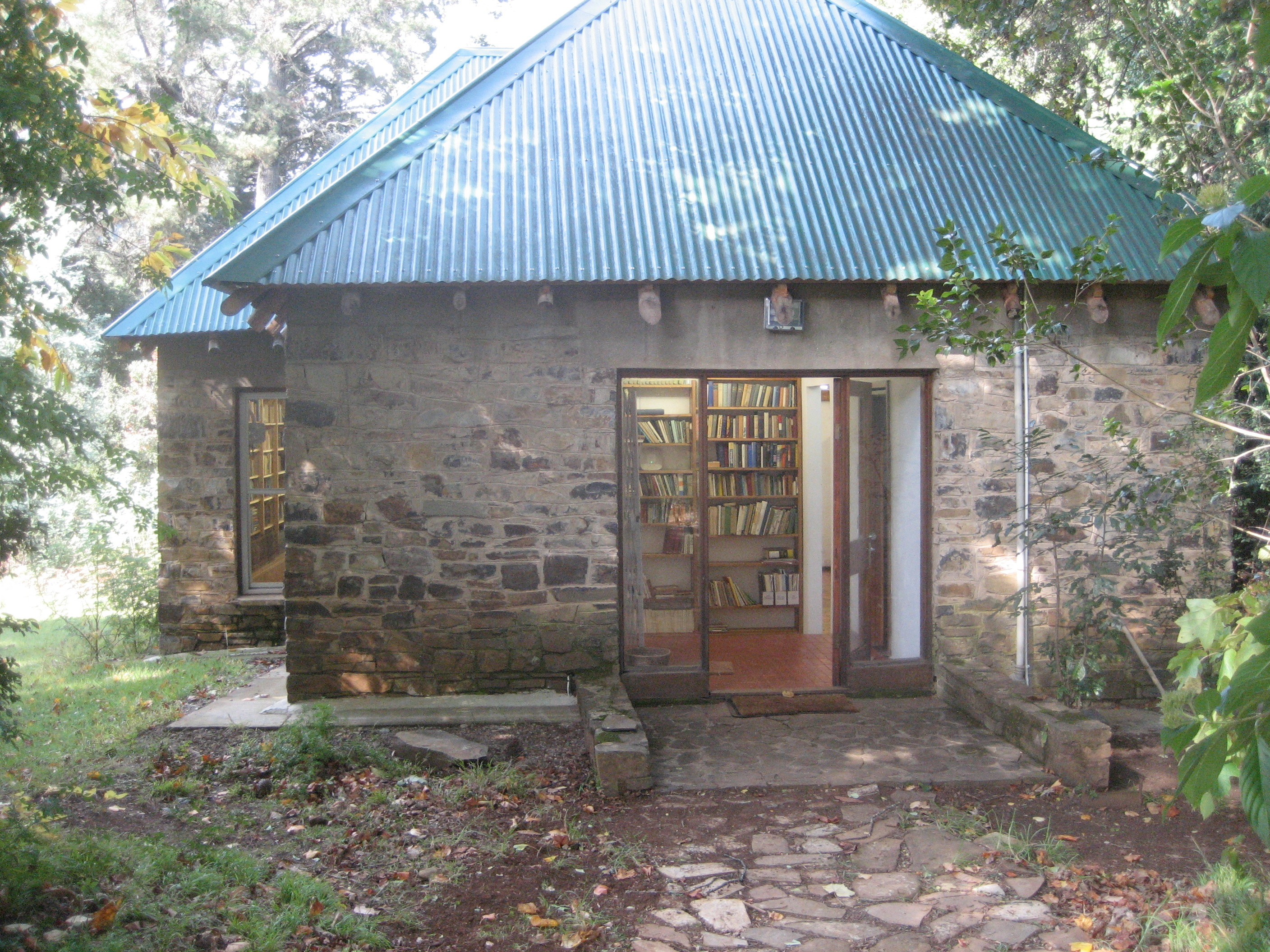
Библиотека
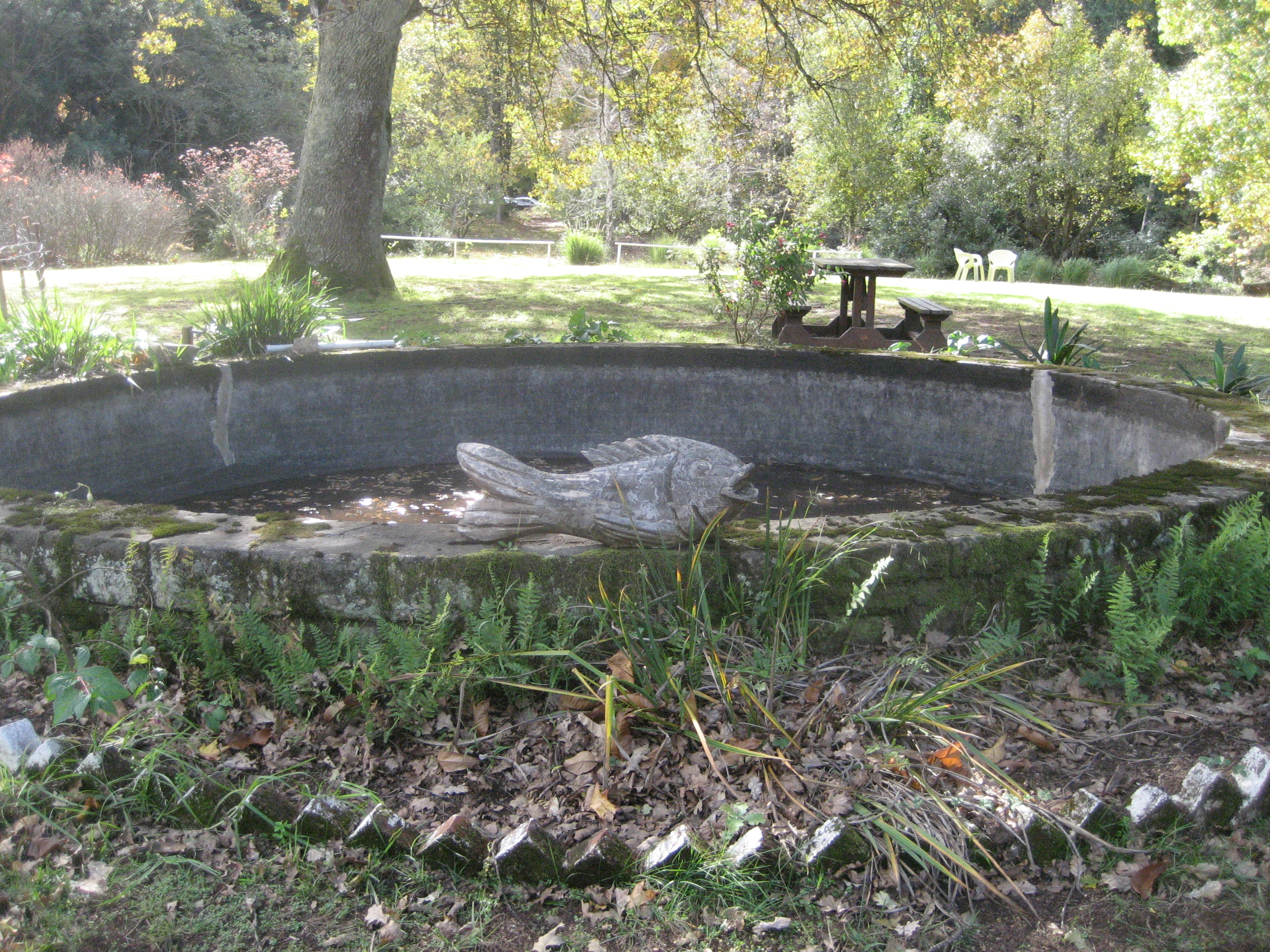
Пруд (Хогсбэк)

## Труды
- Reaction to Conquest: Effects of Contact with European on the Pondo of South Africa. With an Introd. by General the Right Hon, J. C. Smuts. 2d Ed. — Oxford University Press, 1964.
- The Analysis of Social Change. — CUP Archive, 1945. — ISBN GGKEY:PQXPX24Z7XY. with Godfrey Wilson
- Good Company. A Study of Nyakyusa Age-villages. — London, 1951.
- The Oxford history of South Africa. — Clarendon press, 1971. — ISBN 978-0-19-821641-4.(ed. with Leonard Thompson)
- For men and elders : change in the relations of generations and of men and women among the Nyakyusa – Ngonde people 1875 – 1971. — Holmes & Meier, 1977. — ISBN 9780841903135.